# Stelis morae
Stelis morae är en orkidéart som beskrevs av Carlyle August Luer. Stelis morae ingår i släktet Stelis och familjen orkidéer. Inga underarter finns listade i Catalogue of Life.